# All Hands

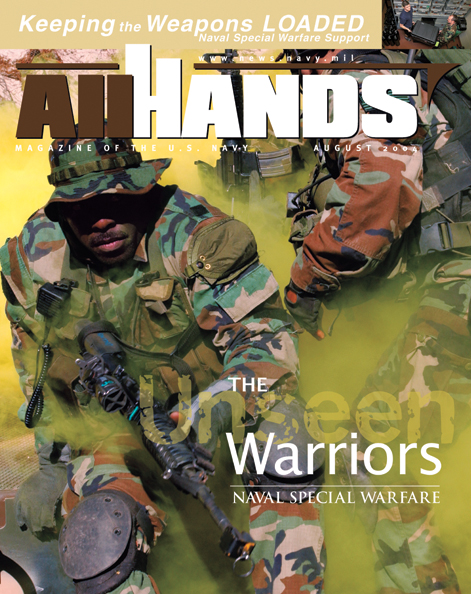
Обложка журнала All Hands за август 2004 года

All Hands (от англ. All Hands on Deck! рус. Все наверх!) — ежемесячный бесплатный журнал ВМС США. 

## История
Издавался с 30 августа 1922 года под названием Bureau of Navigation News Bulletin. В 1942 году переименован в Bureau of Naval Personnel Information Bulletin, в июне 1945 — в All Hands. 
Распространялся в войсках из расчёта один номер на шесть военнослужащих.
Последний номер вышел в октябре 2011 года.
Первоначально издателем журнала был Военно-морской медиа-центр в Вашингтоне, с августа 2011 года — Defense Media Activity в Fort George G. Meade, шт. Мэриленд.